# 齋藤直人
齋藤 直人（さいとう なおと、1997年8月26日 - ）は、トップ14のスタッド・トゥールーザン所属しているラグビーユニオン選手。

## 略歴
父がコーチをしていた横浜市保土ケ谷区にある横浜ラグビースクール（YRS）にて、3歳からラグビーを始めた。ポジションはSOだったが、小学校5年時にSHに転向し、中学までYRSにて活動した。
桐蔭学園高校で全国高校ラグビーで準優勝。主将を務め、高校日本代表にも選ばれた。
2016年に早稲田大学に入学。2017年、U20日本代表とジュニア・ジャパンに選ばれた。
2018年6月にはサンウルブズの練習生に追加招集された。
2019年、早稲田大学ラグビー蹴球部の主将に就任し、この代を率いて19年度の全国大学選手権で11大会ぶりに優勝し、大学日本一となった。
2020年、サントリーサンゴリアスに加入。
2021年2月21日にジャパンラグビートップリーグ第1節三菱重工相模原ダイナボアーズ戦に途中出場で公式戦初出場を果たす。同年6月26日に行われたリポビタンDツアー2021ブリティッシュ・アンド・アイリッシュ・ライオンズ戦にて途中出場で日本代表初キャップを獲得した。
2022年、堀越康介と共に東京サントリーサンゴリアスの共同主将に就任。
2024年5月、東京サントリーサンゴリアスを退団した。
2024年7月、フランストップ14のスタッド・トゥールーザン（通称トゥールーズ）に所属。
2025年5月10日、シーズン出場17試合目（ヨーロピアンラグビーチャンピオンズカップ2試合、トップ14に15試合）の第23節トゥーロン戦で、初トライを挙げた。
2025年6月5日、トゥールーズとの契約が1年延長されたことが発表された。契約1年目トップ14のレギュラーシーズンで19試合出場し、625分間プレー、1651メートルをゲイン、タックルを6回かわし、52回タックル成功、与えたペナルティは1回だけだった。
2025年6月21日のトップ14準決勝には控えから出場。6月28日のトゥールーズが優勝したトップ14決勝戦にも、控えで登録された（出場機会なし）。